# Newton Morrell
Newton Morrell – wieś w Anglii, w hrabstwie North Yorkshire, w dystrykcie (unitary authority) North Yorkshire. Leży 69 km na północny zachód od miasta York i 345 km na północ od Londynu.